# Ca l'Artigues (Pacs del Penedès)
Ca l'Artigues és un mas situat al municipi de Pacs del Penedès, a la comarca catalana de l'Alt Penedès.